# Тед Вільямс
Тед Вільямс (справжнє ім’я – Роберт Пол Вільямс, англ. Robert Paul "Tad" Williams; нар. 14 березня 1957, Сан-Хосе, штат Каліфорнія) — американський письменник-фантаст. Автор кількох науково-фантастичних та фентезійних романів, в числі яких цикли «Пам’ять, скорбота і шип» та «Інозем’я». За даними «Нью-Йорк Таймс» та «Санді Таймс» — один із найпопулярніших та комерційно успішних авторів у своєму жанрі. Його романи перекладені більш ніж 20 мовами і читаються в усьому світі.

## Біографія
Дитинство письменника пройшло в невеликому містечку Пало-Альта, що неподалік від Стенфордського університету. Після закінчення школи Вільямс вирішив не продовжувати навчання, а одразу шукати роботу. Однією з причин такого рішення було скрутне фінансове становище його сім’ї.
За своє життя письменник спробував свої сили у величезній кількості професій. Співав у рок-гурті (під назвою «Ідіот»), продавав взуття, розносив пошту, працював в театрі, оформляв підручники по військовій справі, керував фінансовим закладом, викладав у школі та коледжі, працював на комп’ютерній фірмі. Більше десяти років вів авторську програму на радіо, брав участь у створенні телевізійних програм, працював у кіноіндустрії.
Але одного дня Вільямс вирішив зосередитись виключно на праці письменника, що в перспективі могло принести значний дохід. Зараз письменник веде спокійний образ життя в Силіконовій долині. Окрім книг, Вільямс пише сценарії для кіно, а також збірки коміксів. Його улюблена літературна форма – епопея, він часто пише багатотомні твори.

### ЦиклПам’ять, горе і шип(Memory, Sorrow, and Thorn)
- Трон із драконових кісток (the Dragonbone Chair, 1988)
- Скеля Прощання (Stone of Farewell, 1990)
- Вежа Зеленого Ангела (To Green Angel Tower, 1993)

Цикл є трилогією, але через великі розміри останньої частини - «Вежі Зеленого Ангела», вона видана в двох томах. Жанр — фентезі.

### ЦиклІнозем’я(Otherland)
- Місто золотих тіней (City of Golden Shadow, 1996)
- Річка синього полум’я (River of Blue Fire, 1998)
- Гора з чорного скла (Mountain of Black Glass, 1999)
- Море срібного світла (Sea of Silver Light, 2001)

Жанр — кіберпанк.

### ЦиклМарш Тіней(Shadowmarch)
- Марш тіней (Shadowmarch, 2004)
- Гра тіней (Shadowplay, 2007)
- Shadowrise (очікується)

Жанр — фентезі.

### Окремі романи
- Tailchaser's Song (1985)
- Child of an Ancient City (1992, у співавторстві з Nina Kiriki Hoffman)
- Caliban's Hour (1994)
- Війна Квітів (the War of the Flowers, 2003)